# Treibstoff Otto 2
Bei dem Treibstoff Otto 2 handelt es sich um ein als Monergol anzusehendes Stoffgemisch, das als Treibstoff in manchen Torpedotypen und anderen Waffen verwendet wird. Der Name stammt vom Erfinder Otto Reitlinger und hat nichts mit den Ottokraftstoffen zu tun, welche in Verbrennungsmotoren Verwendung finden.

## Eigenschaften
Bei der rot-orangen, öligen, nahezu wasserunlöslichen Flüssigkeit handelt es sich um ein Gemisch folgender chemischer Verbindungen: Propylenglycoldinitrat ist mit 75 % der Hauptbestandteil, 2-Nitrodiphenylamin als Stabilisator mit 23 % in der Mischung vertreten und 2 % Dibutylsebacat wird zur Phlegmatisierung zugesetzt. Die CAS-Nummer lautet: 106602-80-6.
Die Substanz ist lagerfähig und benötigt keinen Oxidator zur thermischen Umsetzung und Energiefreisetzung, womit dieser Treibstoff sehr gut für Anwendungen im begrenzten Raum eines U-Bootes geeignet ist. Der Dampfdruck ist so niedrig, dass Vergiftungen durch Dämpfe wenig wahrscheinlich sind. Der Energiegehalt ist ungleich höher als bei Batterien, wie sie in anderen Torpedos eingesetzt werden, wodurch die Reichweite beträchtlich erweitert wird.

## Verwendung
Der Treibstoff wird unter anderem in folgenden Torpedotypen verwendet:
- Mark-46-Leichtgewichtstorpedo,[3]
- Mark-48-Torpedo,[4]
- Mark-54-Torpedo.[5]
- Spearfish.[6]
- Typ-97-Torpedo
- Typ-12-Torpedo

Bis auf den Spearfish besitzen diese Torpedos Kolbenmotoren, wie z. B. den Taumelscheibenmotor des Mark 48. Der Treibstoff wird in einer Brennkammer (in der Regel ein sich außerhalb der Kolbenmaschine befindendes Bauteil) eingespritzt und gezündet, die Expansion der heißen, gasförmigen Reaktionsprodukte wird dann über die Kolben (oder über die Turbine des Spearfish) zum Antrieb benutzt.

## Sicherheitshinweise
| AEGL-Werte für „Otto Fuel 2“ in ppm vorwiegend Propylenglycoldinitrat |        |        |        |       |       |
| AEGL                                                                  | 10 min | 30 min | 60 min | 4 h   | 8 h   |
| AEGL-1                                                                | 0,33   | 0,33   | 0,17   | 0,050 | 0,030 |
| AEGL-2                                                                | 2,0    | 2,0    | 1,0    | 0,25  | 0,13  |
| AEGL-3                                                                | 16     | 16     | 13     | 8,0   | 5,3   |
| Nach der EPA                                                          |        |        |        |       |       |

Der Treibstoff ist giftig; eine Aufnahme ist vorwiegend über den Atmungstrakt oder dermal möglich. Negative Wirkungen auf den menschlichen Organismus umfassen unter anderem Kopfschmerzen, gestörte Hand-Augen-Koordination, Augenirritationen, Übelkeit und Atemprobleme. Bei der Verbrennung entsteht unter anderem hochgiftiger Cyanwasserstoff. Aufgrund des im Treibstoff Otto 2 enthaltenen Propylenglycoldinitrats wurden für das Stoffgemisch AEGL-Werte festgelegt. Danach tritt ein spürbares Unwohlsein (AEGL-1) ab einer Konzentration von 0,33 ppm/10 min auf; AEGL-2 (schwerwiegende, lang andauernde oder fluchtbehindernde Wirkungen) sind ab 2 ppm/10 min, tödliche Effekte (AEGL-3) ab 16 ppm/10 min zu erwarten.